# Volta Redonda Futebol Clube (pallavolo maschile)
Il Volta Redonda Futebol Clube è una società pallavolistica maschile brasiliana, con sede a Volta Redonda.
Milita nel massimo campionato brasiliano, la Superliga Série A.

## Storia
Il Volta Redonda Futebol Clube viene fondato nel 2008 all'interno dell'omonimo club di calcio. Vince subito tre edizioni consecutive del Campionato Carioca e si aggiudica anche due volte la Coppa Rio de Janeiro. Prende parte alla Superliga brasiliana dalla stagione 2009-10, senza però raggiungere grandi risultati. Anche nelle competizioni statali viene eclissato dall'Associação Desportiva RJX. Nella stagione 2012-13 raggiunge per la prima volta i play-off scudetto, ma esce subito di scena ai quarti di finale ad opera della solita Associação Desportiva RJX.

## Rosa 2013-2014
| N° | Nome                    | Ruolo | Data di nascita   | Nazionalità sportiva |
| -- | ----------------------- | ----- | ----------------- | -------------------- |
| 1  | Matheus de Oliveira     | L     | 5 maggio 1994     | Brasile              |
| 3  | Jônatas do Nascimento   | S/O   | 29 aprile 1985    | Brasile              |
| 4  | Benedito Canuto         | S     | 2 maggio 1990     | Brasile              |
| 6  | Cristóvão da Silva      | P     | 5 dicembre 1983   | Brasile              |
| 7  | Renato de Souza         | S     | 16 aprile 1983    | Brasile              |
| 8  | Daniel Rossi            | L     | 27 settembre 1990 | Brasile              |
| 9  | Leonardo Pinheiro       | S/O   | 9 febbraio 1986   | Brasile              |
| 10 | Ricardo Faccin          | S/O   | 30 marzo 1981     | Brasile              |
| 11 | Carlos Fidele           | P     | 14 gennaio 1987   | Brasile              |
| 14 | João Ricardo de Freitas | S     | 1º ottobre 1984   | Brasile              |
| 15 | Rodrigo de Moraes       | C     | 23 luglio 1986    | Brasile              |
| 17 | Bruno de Jesus          | C     | 4 aprile 1988     | Brasile              |
| 19 | Ialisson de Amorin      | C     | 6 maggio 1986     | Brasile              |

## Palmarès
- Campionato Carioca: 3

2008, 2009, 2010
- Coppa Rio de Janeiro maschile: 2

2010, 2011